# Aconitum talassicum
Aconitum talassicum är en ranunkelväxtart som beskrevs av Mikhail Grigoríevič Popov. Aconitum talassicum ingår i släktet stormhattar, och familjen ranunkelväxter. Utöver nominatformen finns också underarten A. t. villosulum.